# ذن ژاپنی
ذن ژاپنی (انگلیسی: Japanese Zen)، اشاره به اشکال ژاپنی ذن، یک مکتب در اصل چینی مهایانه بودیسم است که به شدت بر دیانا در بودیسم، مدیتیشن  آموزش آگاهی و آرامش تأکید دارد. طبق گفته طرفداران ذن، این عمل، بینش نسبت به ماهیت واقعی، یا خلأ خلاق وجود ذاتی، که راه را برای روشنیدگی (بودیسم) می‌گشاید.